# 新北市區公車935路線
新北市區公車935路線，由新店客運營運。起點為錦繡山莊，終點為臺北市政府。

## 歷史
- 2012年4月2日正式營運。[1][2][3]

## 車輛配置
- 2016年HINO-HS8JRVL-UTF低地板公車2輛(FAB-820、FAB-826)。
- 2020年HINO-HS2ARXL-UTF低地板公車7輛(KKB-1706~KKB-1712)。

## 服務狀況
- 頭末班車時間:06：00－22：00
- 行駛時間：尖峰 15-20分鐘一班
離峰 20-30分鐘一班
假日尖峰 30分鐘一班
離峰 30分鐘一班
- 收費方式：2段票收費
- 快速公車轉乘優惠

### 轉乘站點
- 捷運六張犁站

## 行經重點站名
- 台北菸廠
- 浪漫貴族
- 陽光運動公園(新店花市)
- 和平高中
- 捷運六張犁站(基隆路)
- 喬治商職
- 世貿中心(基隆路)
- 市政府
- 松壽路口